# Kongsvingerbanan

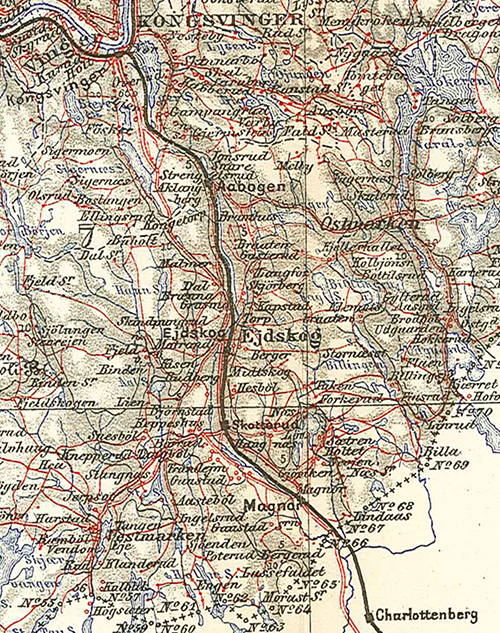
Karta över Grensebanen från 1902

Kongsvingerbanan (norska: Kongsvingerbanen) är en järnväg i Norge som går mellan Lillestrøm och Kongsvinger. Linjen öppnades 3 oktober 1862 och är landets första normalspåriga statsbana. Banan elektrifierades 1951.
I Kongsvinger delar sig linjen och huvudlinjen, kallad Grensebanen, viker av söderut och fortsätter till Charlottenberg i Sverige. Den andra linjen, Solørbanan, fortsätter norrut till Elverum. Den senare linjen har ingen persontrafik. Kongsvingerbanen är 115 km lång, om man räknar med Grensebanen. De viktigaste stationerna på Kongsvingerbanan är Fetsund, Sørumsand, Årnes, Skarnes och Kongsvinger. Inga tåg stannar längre vid någon av stationerna eller hållplatserna längs Grensebanen.
Vid station Sørumsand finns den smalspåriga museijärnvägen Urskog–Hølandsbanan med trafik endast under sommaren.
För passagerartrafiken på Kongsvingerbanen svarar Vy:s motorvagnståg som kommer från Oslo och går till Kongsvinger med täta stopp mellan Lillestrøm och Årnes som en del av Oslos pendeltåg.
Sedan 2007 kör SJ åter trafik mellan Stockholm och Oslo, sedan 2015 med X 2000. Tidigare körde Värmlandstrafik tåg Oslo-Karlstad,
men den trafiken upphörde 2016. Vy Tåg kör fortfarande helgtrafik Oslo - Karlstad.
Tidigare bedrev företagen Kungspilen, Linx och Unionsexpressen passagerartrafik Årnes/Kongsvinger-Karlstad respektive Oslo–Stockholm via Kongsvingerbanen. Men på grund av bristande lönsamhet lades dessa linjer ned efter 2003, 2004 respektive 2008.

## Stationer med persontrafik
- Lillestrøm
- Tuen
- Nerdum
- Fetsund
- Svingen
- Sørumsand
- Blaker
- Rånåsfoss
- Auli
- Haga
- Bodung
- Årnes
- Skarnes
- Kongsvinger